# فیل-اسیان ایرویز
فیل-اسیان ایرویز (به انگلیسی: Fil-Asian Airways) یک شرکت هواپیمایی با کد یاتا R1 است که در تاریخ ۲۰۱۱ میلادی تأسیس شده است.
قطباین شرکت هواپیمایی در فرودگاه بین‌المللی مکتان-کبو قرار دارد و به ۹ مقصد در کشور فیلیپین، پرواز مستقیم انجام می‌دهد.

## مقصدهای پروازی
- فیلیپین
  - فرودگاه بین‌المللی مکتان-کبو قطب
  - فرودگاه آوانگ
  - فرودگاه بین‌المللی فرانسیسکو بنگویی
  - فرودگاه بین‌المللی ژنرال سانتوس
  - فرودگاه مواسه ر. اسپینوزا
  - فرودگاه اورموک
  - فرودگاه تاگدن
  - فرودگاه تاگبیلاران
  - فرودگاه تانداگ
  - فرودگاه بین‌المللی زامبونگا

## ناوگان
- ۲ فروند NAMC YS-11
- ۱ فروند بل ۲۰۶